# Francesco Tavani
Francesco Tavani (* 19. Juni 1831 in Modena, Italien; † 10. März 1905) war ein italienischer Geistlicher und römisch-katholischer Weihbischof in Sabina.

## Leben
Francesco Tavani empfing am 11. März 1854 das Sakrament der Priesterweihe.
Am 25. Juli 1861 bestellte ihn Papst Pius IX. zum Apostolischen Delegaten in Bolivien, Ecuador, Kolumbien, Peru und Venezuela. Am 18. Juli 1869 trat Francesco Tavani als Apostolischer Delegat in Bolivien, Ecuador, Kolumbien, Peru und Venezuela zurück.
Pius IX. ernannte ihn am 21. März 1873 zum Titularbischof von Myndus und bestellte ihn zum Weihbischof in Sabina.